# Magdalena Eleonora Meck
Magdalena Eleonora Meck, född 10 januari 1717 på Vannens säteri, Våxtorps socken, nuvarande Laholms kommun, Hallands län, död 6 oktober 1778 på samma plats, var en svensk företagare.  
Hon var dotter till översten Magnus Fredric Meck  och Clara Sabina Lilliehöök af Gälared och Kolbäck. Från  1738 var hon gift med överceremonimästaren Johan Jacob Burensköld (1712–1766).
Hon övertog Laholms förläggarverksamhet från sin mor 1758 och drev det till sin död. Hon försåg den svenska armén med strumpor under sjuårskriget. Ett år levererades 24 000 par strumpor till svenska armén under de Pommerska kriget. Verksamheten övertogs sedan av Charlotta Richardy.